# Villiers-sur-Orge
Pour les articles homonymes, voir Villiers.
Villiers-sur-Orge (prononcé [vilie syʁ ɔʁʒ] ) est une commune française située à vingt-deux kilomètres au sud-ouest de Paris dans le département de l'Essonne en région Île-de-France.
Ses habitants sont appelés les Villiérains.

## Géographie

### Situation
| Type d’occupation           | Pourcentage | Superficie (en hectares) |
| --------------------------- | ----------- | ------------------------ |
| Espace urbain construit     | 46,8 %      | 83,56                    |
| Espace urbain non construit | 18,0 %      | 32,03                    |
| Espace rural                | 35,2 %      | 62,80                    |
| Source : Iaurif             |             |                          |

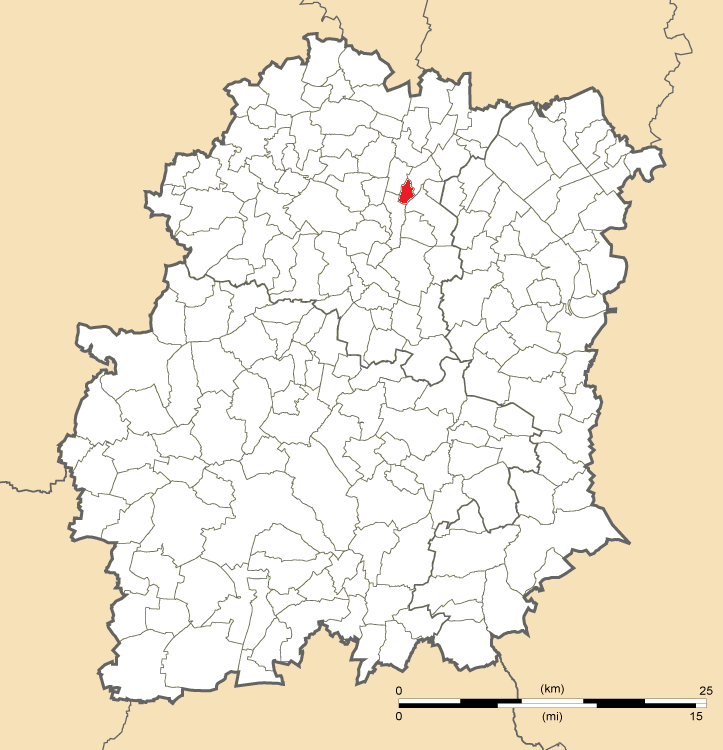
Position de Villiers-sur-Orge en Essonne.

Plus petite commune de l'Essonne, Villiers-sur-Orge est située à vingt-deux kilomètres au sud-ouest de Paris-Notre-Dame, point zéro des routes de France, onze kilomètres au nord-ouest d'Évry-Courcouronnes, huit kilomètres au sud-est de Palaiseau, trois kilomètres au nord-est de Montlhéry, neuf kilomètres au nord-est d'Arpajon, quatorze kilomètres au nord-ouest de Corbeil-Essonnes, vingt kilomètres au nord-ouest de La Ferté-Alais, vingt-six kilomètres au nord-est de Dourdan, vingt-huit kilomètres au nord-est d'Étampes, trente et un kilomètres au nord-ouest de Milly-la-Forêt.

### Hydrographie
La commune est traversée par la rivière l'Orge.

### Climat
Pour des articles plus généraux, voir Climat de l'Île-de-France et Climat de l'Essonne.
En 2010, le climat de la commune est de type climat océanique dégradé des plaines du Centre et du Nord, selon une étude du CNRS s'appuyant sur une série de données couvrant la période 1971-2000. En 2020, Météo-France publie une typologie des climats de la France métropolitaine dans laquelle la commune est exposée à un climat océanique altéré et est dans la région climatique  Sud-ouest du bassin Parisien, caractérisée par une faible pluviométrie, notamment au printemps (120 à 150 mm) et un hiver froid (3,5 °C). 
Pour la période 1971-2000, la température annuelle moyenne est de 11,7 °C, avec une amplitude thermique annuelle de 15,4 °C. Le cumul annuel moyen de précipitations est de 674 mm, avec 10,7 jours de précipitations en janvier et 7,7 jours en juillet. Pour la période 1991-2020, la température moyenne annuelle observée sur la station météorologique la plus proche, située sur la commune d'Épinay-sur-Orge à 2 km à vol d'oiseau, est de 11,5 °C et le cumul annuel moyen de précipitations est de 694,4 mm,. Pour l'avenir, les paramètres climatiques de la commune estimés pour 2050 selon différents scénarios d'émission de gaz à effet de serre sont consultables sur un site dédié publié par Météo-France en novembre 2022.
| Mois                                  | jan.             | fév.             | mars          | avril           | mai             | juin         | jui.           | août           | sep.            | oct.            | nov.             | déc.           | année      |
| ------------------------------------- | ---------------- | ---------------- | ------------- | --------------- | --------------- | ------------ | -------------- | -------------- | --------------- | --------------- | ---------------- | -------------- | ---------- |
| Température minimale moyenne (°C)     | 1,2              | 1,2              | 3,3           | 4,9             | 9,1             | 11,9         | 13,9           | 14,1           | 10,2            | 7,2             | 3,7              | 2,1            | 6,9        |
| Température moyenne (°C)              | 4,2              | 4,9              | 8,2           | 10,2            | 14,5            | 17,6         | 19,7           | 20,1           | 15,4            | 11,5            | 7,1              | 4,8            | 11,5       |
| Température maximale moyenne (°C)     | 7,2              | 8,8              | 13,1          | 15,6            | 20              | 23,2         | 25,5           | 26,2           | 20,7            | 15,8            | 10,5             | 7,5            | 16,2       |
| Record de froid (°C) date du record   | −17,5 17.01.1985 | −12,5 07.02.1991 | −8 08.03.1971 | −4 11.04.03     | −0,3 03.05.1967 | 1 04.06.1991 | 5,4 04.07.1984 | 4,5 31.08.1986 | 1,5 30.09.02    | −3,5 30.10.1985 | −10,5 24.11.1998 | −12 31.12.1970 | −17,5 1985 |
| Record de chaleur (°C) date du record | 17,2 30.01.1973  | 21 24.02.1990    | 26 29.03.1989 | 28,5 30.04.1994 | 30,5 13.05.1998 | 36 26.06.01  | 37 21.07.1995  | 40,5 12.08.03  | 32,8 05.09.1973 | 29,5 01.10.1985 | 24,5 15.11.1971  | 17 21.12.1973  | 40,5 2003  |
| Précipitations (mm)                   | 57,5             | 50,8             | 51,4          | 48,6            | 64,2            | 57,1         | 55,9           | 65             | 49,8            | 59,7            | 61,3             | 73,1           | 694,4      |

### Voies de communication et transports
La commune de Villiers-sur-Orge est accessible grâce au :
- lignes de bus du réseau de transports Keolis Daniel Meyer
- la gare ferroviaire de Sainte-Geneviève-des-Bois de la ligne C du RER d'Ile-de-France

## Urbanisme

### Typologie
Au 1er janvier 2024, Villiers-sur-Orge est catégorisée grand centre urbain, selon la nouvelle grille communale de densité à sept niveaux définie par l'Insee en 2022.
Elle appartient à l'unité urbaine de Paris, une agglomération inter-départementale regroupant 407  communes, dont elle est une commune de la banlieue,,. Par ailleurs la commune fait partie de l'aire d'attraction de Paris, dont elle est une commune du pôle principal,. Cette aire regroupe 1 929 communes,.

## Toponymie
L'origine du nom de la commune est peu connue. Elle fut créée en 1793 avec son nom actuel.

## Histoire
L'histoire de Villiers est assez complexe, puisque ce village fut, jusqu'à la Révolution de 1789, placé sous différentes dépendances, monastiques et seigneuriales. Le déroulement des événements semble avoir été le suivant :
- Dans un premier temps, par l'intermédiaire d'Épinay-sur-Orge, Villiers et son territoire sont placés sous la tutelle de l'abbaye de Saint-Germain-des-Prés.
- À partir de 1061 le prieuré de Longpont s'édifie et acquiert une partie du territoire de Villiers qui deviendra Villiers-sous-Longpont.
- Dans la partie restante s'implantent progressivement les seigneurs de "Villiers-en Partie", ils dépendront de la paroisse d'Épinay-sur-Orge.
- Enfin les seigneurs de Villiers-Sur-Orge indépendants dans leurs droits seigneuriaux seront rattachés à la paroisse de Longpont.

### Villiers-sur-Orge durant la Révolution de 1789
Les archives municipales de Villiers-sur-Orge n'ont pas été conservées, le premier registre des délibérations n'apparaît qu'en 1806. Cependant, les archives de Versailles et celles de Montlhéry ayant survécu, il est possible de se faire une idée assez précise du rôle de Villiers-sur-Orge durant la Révolution.
Le roi Louis XVI décide en janvier 1789 de la convocation des États-Généraux. En conséquence, dans chaque ville ou village, les hommes se réunissent en assemblées d'habitants pour rédiger leur cahier de doléances et remontrances, destiné aux États-Généraux qui doivent se réunir à Versailles.
La paroisse de Longpont dresse le sien concernant l'agglomération et ses hameaux, dont Villiers ; mais les villiérains qui devaient probablement désirer être séparés de Longpont et de son prieuré, sollicitent alors la transformation de leur hameau en commune.
En décembre, l'Assemblée Nationale fait table rase de l'ancienne distribution territoriale.
La France est alors divisée en départements, les départements en districts, ceux-ci en cantons rassemblant plusieurs communes. Le nouveau département auquel appartient Villiers-sur-Orge s'appellera désormais Seine-et-Oise (78), avant de devenir l'Essonne en 1968. Avec sa superficie de 178,39 hectares c'est la plus petite commune du département de l'Essonne.

## Population et société

### Démographie

#### Évolution démographique
L'évolution du nombre d'habitants est connue à travers les recensements de la population effectués dans la commune depuis 1793. Pour les communes de moins de 10 000 habitants, une enquête de recensement portant sur toute la population est réalisée tous les cinq ans, les populations de référence des années intermédiaires étant quant à elles estimées par interpolation ou extrapolation. Pour la commune, le premier recensement exhaustif entrant dans le cadre du nouveau dispositif a été réalisé en 2006.

En 2022, la commune comptait 4 576 habitants, en évolution de +0,48 % par rapport à 2016 (Essonne : +2,89 %, France hors Mayotte : +2,11 %).
| 1793 | 1800 | 1806 | 1821 | 1831 | 1836 | 1841 | 1846 | 1851 |
| ---- | ---- | ---- | ---- | ---- | ---- | ---- | ---- | ---- |
| 148  | 153  | 141  | 138  | 214  | 206  | 195  | 236  | 216  |

| 1856 | 1861 | 1866 | 1872 | 1876 | 1881 | 1886 | 1891 | 1896 |
| ---- | ---- | ---- | ---- | ---- | ---- | ---- | ---- | ---- |
| 205  | 201  | 284  | 185  | 199  | 229  | 265  | 260  | 270  |

| 1901 | 1906 | 1911 | 1921 | 1926 | 1931 | 1936 | 1946 | 1954 |
| ---- | ---- | ---- | ---- | ---- | ---- | ---- | ---- | ---- |
| 277  | 290  | 323  | 407  | 464  | 526  | 517  | 535  | 703  |

| 1962 | 1968  | 1975  | 1982  | 1990  | 1999  | 2006  | 2011  | 2016  |
| ---- | ----- | ----- | ----- | ----- | ----- | ----- | ----- | ----- |
| 754  | 2 012 | 2 455 | 3 298 | 3 704 | 3 753 | 3 804 | 3 886 | 4 554 |

| 2021  | 2022  | - | - | - | - | - | - | - |
| ----- | ----- | - | - | - | - | - | - | - |
| 4 584 | 4 576 | - | - | - | - | - | - | - |

#### Pyramide des âges
En 2018, le taux de personnes d'un âge inférieur à 30 ans s'élève à 37,8 %, soit en dessous de la moyenne départementale (39,9 %). À l'inverse, le taux de personnes d'âge supérieur à 60 ans est de 20,1 % la même année, au niveau communal et départemental.
En 2018, la commune comptait 2 205 hommes pour 2 387 femmes, soit un taux de 51,98 % de femmes, légèrement supérieur au taux départemental (51,02 %).
Les pyramides des âges de la commune et du département s'établissent comme suit.
| Hommes | Classe d’âge | Femmes |
| ------ | ------------ | ------ |
| 0,3    | 90 ou +      | 0,7    |
| 5,0    | 75-89 ans    | 5,5    |
| 14,4   | 60-74 ans    | 14,2   |
| 20,1   | 45-59 ans    | 20,0   |
| 21,5   | 30-44 ans    | 22,6   |
| 15,6   | 15-29 ans    | 14,8   |
| 23,1   | 0-14 ans     | 22,2   |

| Hommes | Classe d’âge | Femmes |
| ------ | ------------ | ------ |
| 0,5    | 90 ou +      | 1,4    |
| 5,4    | 75-89 ans    | 7,2    |
| 12,9   | 60-74 ans    | 13,9   |
| 20     | 45-59 ans    | 19,4   |
| 19,9   | 30-44 ans    | 20,1   |
| 20     | 15-29 ans    | 18,2   |
| 21,3   | 0-14 ans     | 19,8   |

## Politique et administration

### Politique locale
La commune de Villiers-sur-Orge est rattachée au canton de Sainte-Geneviève-des-Bois, représenté par les conseillers départementaux Frédéric Petitta (PS) et Marie-Claire Arasa (PCF), à l'arrondissement de Palaiseau et à la quatrième circonscription de l'Essonne, représentée par la députée Marie-Pierre Rixain (LREM).
L'Insee attribue à la commune le code 91 3 14 685. La commune de Villiers-sur-Orge est enregistrée au répertoire des entreprises sous le code SIREN 219 106 853. Son activité est enregistrée sous le code APE 8411Z.

### Liste des maires
| Période                                  | Période                          | Identité              | Étiquette | Qualité                                                                             |
| ---------------------------------------- | -------------------------------- | --------------------- | --------- | ----------------------------------------------------------------------------------- |
| Les données manquantes sont à compléter. |                                  |                       |           |                                                                                     |
| 1965                                     | 1970                             | René Vedel            |           |                                                                                     |
| 1970                                     | 1976                             | Henri Macquigneau     |           |                                                                                     |
| mars 1977                                | mars 1983                        | Jack Freychet         | PCF       | Technicien EDF                                                                      |
| mars 1983                                | mars 1989                        | Gaëtan Alcamo         |           | Ancien aiguilleur du ciel                                                           |
| mars 1989                                | 1997                             | Jack Freychet         | PCF       | Technicien EDF                                                                      |
| 1997                                     | mars 2001                        | Claude Chevrier       | PCF       | Fonctionnaire                                                                       |
| mars 2001                                | novembre 2005 (démission forcée) | Yves Théron           | SE        |                                                                                     |
| novembre 2005                            | mars 2008                        | Joseph Simons         | MRC       | Retraité                                                                            |
| mars 2008                                | juin 2020                        | Thérèse Leroux-Lamare | UMP-LR    | Retraitée                                                                           |
| juillet 2020                             | En cours                         | Gilles Fraysse        | SE-ECO    | Directeur de projet informatique Conseiller délégué de Cœur d'Essonne Agglomération |

### Tendances et résultats politiques
Élections présidentielles, résultats des deuxièmes tours :
- Élection présidentielle de 2002 : 86,57 % pour Jacques Chirac (RPR), 13,43 % pour Jean-Marie Le Pen (FN), 84,32 % de participation[36].
- Élection présidentielle de 2007 : 53,55 % pour Nicolas Sarkozy (UMP), 46,45 % pour Ségolène Royal (PS), 87,43 % de participation[37].
- Élection présidentielle de 2012 : 50,11 % pour Nicolas Sarkozy (UMP), 49,89 % pour François Hollande (PS), 83,61 % de participation[38].
- Élection présidentielle de 2017 : 72,81 % pour Emmanuel Macron (EM), 27,19 % pour Marine Le Pen (FN), 77,09 % de participation.

Élections législatives, résultats des deuxièmes tours :
- Élections législatives de 2002 : 54,83 % pour Pierre-André Wiltzer (UMP), 45,17 % pour Marianne Louis (PS), 63,39 % de participation[39].
- Élections législatives de 2007 : 54,33 % pour Nathalie Kosciusko-Morizet (UMP), 45,67 % pour Olivier Thomas (PS), 61,26 % de participation[40].
- Élections législatives de 2012 : 50,57 % pour Olivier Thomas (PS), 49,43 % pour Nathalie Kosciusko-Morizet (UMP), 64,07 % de participation[41].
- Élections législatives de 2017 : 58,46 % pour Marie-Pierre Rixain (EM), 41,54 % pour Agnès Evren (LR), 42,13 % de participation.

Élections européennes, résultats des deux meilleurs scores :
- Élections européennes de 2004 : 26,88 % pour Harlem Désir (PS), 14,08 % pour Patrick Gaubert (UMP), 47,97 % de participation[42].
- Élections européennes de 2009 : 24,80 % pour Michel Barnier (UMP), 23,27 % pour Daniel Cohn-Bendit (Europe Écologie), 46,43 % de participation[43].
- Élections européennes de 2014 : 21,41 % pour Aymeric Chauprade (RN), 19,81 % pour Alain Lamassoure (UMP), 46,00 % de participation.
- Élections européennes de 2019 : 23,29 % pour Nathalie Loiseau (LREM), 18,43 % pour Jordan Bardella (RN), 53,60 % de participation.

Élections régionales, résultats des deux meilleurs scores :
- Élections régionales de 2004 : 52,09 % pour Jean-Paul Huchon (PS), 37,64 % pour Jean-François Copé (UMP), 69,98 % de participation[44].
- Élections régionales de 2010 : 56,68 % pour Jean-Paul Huchon (PS), 43,32 % pour Valérie Pécresse (UMP), 54,51 % de participation[45].
- Élections régionales de 2015 : 45,36 % pour Valérie Pécresse (LR), 37,66 % pour Claude Bartolone (PS), 59,35 % de participation.

Élections cantonales et départementales, résultats des deuxièmes tours :
- Élections cantonales de 2001 : données manquantes.
- Élections cantonales de 2008 : 56,91 % pour Marianne Duranton (UMP), 43,09 % pour Sofianne Belguerras (PS), 64,10 % de participation[46].
- Élections départementales de 2015 : 54,64 % pour Marianne Duranton (UDI) et Claude Lourdin (UMP), 45,36 % pour Frédéric Petitta (PS) et Marjolaine Rauze (PCF), 48,62 % de participation.

Élections municipales, résultats des deuxièmes tours :
- Élections municipales de 2001 : données manquantes.
- Élections municipales de 2008 : 41,34 % pour Thérèse Leroux-Lamare (DVD), 35,42 % pour Gilles Fraysse (DVG), 68,80 % de participation[47].
- Élections municipales de 2014 : 44,95 % pour Thérèse Leroux-Lamare (UMP), 32,72 % pour Gilles Fraysse (DVG), 64,15 % de participation
- Élections municipales de 2020 : 62,38 % pour Gilles Fraysse, 37,61 % pour Francois Dhondt (PCD), 49,64 % de participation.

Référendums :
- Référendum de 2000 relatif au quinquennat présidentiel : 78,29 % pour le Oui, 21,71 % pour le Non, 34,43 % de participation[48].
- Référendum de 2005 relatif au traité établissant une Constitution pour l'Europe : 52,28 % pour le Oui, 47,72 % pour le Non, 75,32 % de participation[49].

### Enseignement
Les élèves de Villiers-sur-Orge sont rattachés à l'académie de Versailles. La commune dispose sur son territoire de l'école maternelle Pierre-Brossolette et de l'école élémentaire André-Malraux.

### Santé
La commune dispose sur son territoire d'une clinique de rééducation privée nommée Repotel.

### Services publics
La commune dispose sur son territoire d'une agence postale.

### Jumelages
La commune de Villiers-sur-Orge n'a développé aucune association de jumelage.

## Vie quotidienne à Villiers-sur-Orge

### Sports
À Villiers-sur-Orge, le gymnase, le terrain de foot, le skatepark, le dojo et les courts de tennis sont le long de l'Orge.

### Lieux de culte
La paroisse catholique de Villiers-sur-Orge est rattachée au secteur pastoral de Montlhéry-Longpont et au diocèse d'Évry-Corbeil-Essonnes. Elle dispose de l'église Saint-Claude.

### Médias
L'hebdomadaire Le Républicain relate les informations locales. La commune est en outre dans le bassin d'émission des chaînes de télévision France 3 Paris Île-de-France Centre, IDF1 et Téléssonne intégré à Télif.

## Économie

### Emplois, revenus et niveau de vie
En 2006, le revenu fiscal médian par ménage était de 24 840 €, ce qui plaçait la commune au 458e rang parmi les 30 687 communes de plus de cinquante ménages que compte le pays et au quarante-cinquième rang départemental.
| Répartition des emplois par catégories socioprofessionnelles en 2006. |              |                                           |                                                   |                            |                          |                           |
|                                                                       | Agriculteurs | Artisans, commerçants, chefs d’entreprise | Cadres et professions intellectuelles supérieures | Professions intermédiaires | Employés                 | Ouvriers                  |
| Villiers-sur-Orge                                                     | 0,0 %        | 4,4 %                                     | 23,9 %                                            | 33,7 %                     | 25,5 %                   | 12,3 %                    |
| Zone d’emploi d’Orly                                                  | 0,1 %        | 4,6 %                                     | 15,2 %                                            | 27,8 %                     | 30,3 %                   | 22,1 %                    |
| Moyenne nationale                                                     | 2,2 %        | 6,0 %                                     | 15,4 %                                            | 24,6 %                     | 28,7 %                   | 23,2 %                    |
| Répartition des emplois par secteurs d’activités en 2006.             |              |                                           |                                                   |                            |                          |                           |
|                                                                       | Agriculture  | Industrie                                 | Construction                                      | Commerce                   | Services aux entreprises | Services aux particuliers |
| Villiers-sur-Orge                                                     | 0,0 %        | 7,7 %                                     | 16,7 %                                            | 12,2 %                     | 6,1 %                    | 6,1 %                     |
| Zone d’emploi d’Orly                                                  | 0,5 %        | 8,1 %                                     | 7,2 %                                             | 15,0 %                     | 14,3 %                   | 6,3 %                     |
| Moyenne nationale                                                     | 3,5 %        | 15,2 %                                    | 6,4 %                                             | 13,3 %                     | 13,3 %                   | 7,6 %                     |
| Sources : Insee,                                                      |              |                                           |                                                   |                            |                          |                           |

## Culture locale et patrimoine

### Patrimoine environnemental
Le bois au sud du territoire et les bosquets ont été recensés au titre des espaces naturels sensibles par le conseil général de l'Essonne.

### Patrimoine architectural
- La chapelle Saint-Claude

L'ancienne chapelle, installée dans un bâtiment rural désaffecté, a été remplacée en 1978 par la chapelle actuelle. Bénie le samedi 10 juin 1978, par Mgr Guy Herbulot, tout nouvel évêque du diocèse d'Évry-Corbeil-Essonnes, cette chapelle fait partie d'une paroisse s'étendant sur les deux communes de Longpont-sur-Orge et Villiers. La construction de cette chapelle a été financée par l'Œuvre des Chantiers du Cardinal, l'architecte est M. Royer et le maître-verrier Michel Petit.
- La maison rouge
- Château de la mairie
- Château de la bibliothèque « La Mère Dieu » (cette propriété a appartenu à la famille de monsieur Émile Albert Fouilleret).
- Château de la Seigneurie (résidence des seigneurs de Villiers sous l'Ancien Régime).

### Personnalités liées à la commune

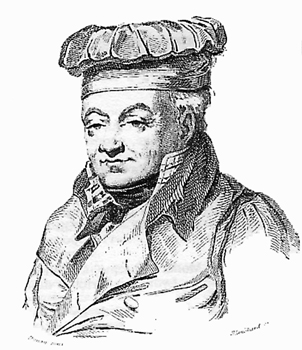
Alexandre Balthazar Laurent Grimod de La Reynière.

Différents personnages publics sont nés, décédés ou ont vécu à Villiers-sur-Orge :
- Joseph Ignace Guillotin (1738-1814), médecin, y vécut.
- Jeanne Bécu, comtesse du Barry (1743-1793), aristocrate, y vécut.
- Jean-Baptiste Huet (1745-1811), artiste peintre, y vécut.
- Armand Tuffin de La Rouërie (1751-1793), militaire, y vécut.
- Alexandre Balthazar Laurent Grimod de La Reynière (1758-1837), avocat et écrivain, y est mort.
- Charles Louis Cadet de Gassicourt (1769-1821), pharmacien et écrivain, y vécut.
- Pierre Barrois (1774-1860), général d'Empire, y est mort.
- Sophie Gay (1776-1852), écrivaine, y séjourna, dans sa maison de campagne, la maison rouge.
- Honoré de Balzac (1799-1850), écrivain, y séjourna.
- Henri Gauthier-Villars dit Willy (1859-1931), journaliste, y est né.
- Émile Albert Fouilleret, ingénieur  inventeur, conseiller Municipal à Villiers de 1925 à 1929 et membre  de la commission du bureau de Bienfaisance, y vécut .
- Gilles Verdez, (1964-), écrivain et chroniqueur dans l'émission Touche pas à mon poste ! y a vécu.

### Héraldique et logotype

Logo.

| Blason de Villiers-sur-Orge | Blason  | D'azur aux deux étoiles d'or surmontées d'un croissant d'argent, à la champagne ondée du même chargée d'un poisson du champ. |
| Blason de Villiers-sur-Orge | Détails | |